# Bukowa Góra (Staniszewo)
Bukowa Góra (kaszb.Bùkòwô Gòra; niem. Eichenberg) – część wsi Staniszewo w Polsce, położona w województwie pomorskim, w powiecie kartuskim, w gminie Kartuzy.
W latach 1975–1998 Bukowa Góra należała administracyjnie do województwa gdańskiego